# إي فوتبول 2022
إي فوتبول
2022 (بالإنجليزية: 2022 eFootball)، هي لعبة كرة قدم طورتها ونشر كونامي. صدرت اللعبة على بلاي ستيشن 5 وإكس بوكس سيريس إكس وسيريس إس ومايكروسوفت ويندوز وبلاي ستيشن 4 وأندرويد وآي أو إس كما أنها متاحة على ستيم ومجانية على جميع المنصات، حيث تدعم 15 لغة، ومن بينها العربية.

## تطوير
في 21 يوليو 2021، أصدر كونامي مقطع فيديو مدته ست دقائق يكشف عن اللعبة الجديدة. كشف الإعلان عن إسقاط العلامة التجارية برو إفولوشن سوكر. 
ومن المقرر أن يتم الإفراج عن اللعبة على بلاي ستيشن 4، بلاي ستيشن 5، مايكروسوفت ويندوز، إكس بوكس ون، إكس بوكس سيريس إكس وسيريس أس، أندرويد، وآي أو إس في خريف عام 2021. ويجري بناؤه باستخدام أنريل إنجن لأول مرة في الانتخاب.

## التراخيص

### الدوريات
- تم تأكيد البطولات التالية:
- دوري الدرجة الثانية [8]
- الدوري الروسي الممتاز [9]
- الدوري الأمريكي لكرة القدم

## الإضافات في اللعبة
بحلول هذا الشتاء ستتمتع كافة جميع إصدارات اللعبة عبر الأجهزة على تجربة اللعب المُشترك حتى عبر الهواتف الذكية، سيكون على أصحابها استخدام وحدات التحكم من أجل اللعب ضد أصحاب الأجهزة المنزلية والحاسوب الشخصي.
سمح الانتقال إلى محرك جديد أيضًا للعبة إي فوتبول بإضافة نظام رسوم متحركة جديد لمطابقة الحركة، والتي تَقول عنه شركة كونامي بأنه يسمح بأربعة أضعاف عدد الرسوم المتحركة التي رأيناها في ألعاب بيس السابقة، وهو لا يبدو مختلفًا كثيرًا عن نظام الرسوم المتحركة هايبر موشن، لكن كونامي تُشير إلى أنه سيتم تطبيق موشن ماتشينغ على جميع إصدارات اللعبة، حتى على الهاتف المحمول

## تحول سلسلةبيسإلى إي فوتبول
لعبة بيس الجديدة لا تَحصل على محرك جديد فحسب، بل تَحصل على أسم جديد وأنماط لعب جديدة وطريقة إصدار جديدة وهي مجانية بالكامل ويمكنك مشاهدة الإعلان الرسمي عن بيس الجديدة .
ليس من قبيل المبالغة أن نقول أن تحول بيس إلى إي فوتبول هو أكبر لحظة في تاريخ كونامي مع كرة القدم، منذ أن بدأت في صنع ألعاب كرة القدم. في العام الماضي، كان أخذ السلسلة لاستراحة لمدة عام للانتقال إلى أنريل إنجن 4 خبراً كبيراً بحد ذاته، واليوم نعلم أيضاً أنها حصلت على اسم جديد، وأصبحت رقمية فقط، وستصبح مجانية اللعب، وستكون قابلة للعب عبر أجهزة كونسول الجيل الجديد والجيل القديم، وأجهزة الحاسب، والجوال.
قد يكون هذا أحد أكبر التحولات لسلسلة ألعاب راسخة على الإطلاق. ففي حين أن السنوات الأخيرة شهدت تبني سلاسل لأساليب اللعب المجاني وإصدارات ما بعد الإطلاق لأطوار معينة، إلا أن هذا التغيير يمثل تبني أحد السلاسل الأطول عمراً في القطاع لنموذج إصدار مختلف كلياً. من السهل إدراك سبب اعتقاد كونامي أنها بحاجة إلى اسم جديد يتماشى معها، حتى لو كان من الصعب تقبّل «إي فوتبول» بالنسبة للكثير من المعجبين القدامى.